# Ормуз (город)
Орму́з (перс. هرمز‎) — небольшой портовый город на юге Ирана, в провинции Хормозган. Входит в состав шахрестана Кешм. По данным переписи, на 2006 год население составляло 5 699 человек.

## История
Около 1470 года город посетил Афанасий Никитин, упомянувший его в своих путевых записках «Хожение за три моря».

## География
Город находится в центральной части Хормозгана, на северном побережье одноимённого острова, на высоте 14 метров над уровнем моря.
Ормуз расположен на расстоянии приблизительно 14 километров к юго-востоку от Бендер-Аббаса, административного центра провинции и на расстоянии 1063 километров к юго-юго-востоку (SSE) от Тегерана, столицы страны.
Ближайший аэропорт находится в городе Бендер-Аббас.